# Столкновение над горами Сан-Гейбриел
Столкновение над горами Сан-Гейбриел — крупная авиационная катастрофа, произошедшая в воскресенье 6 июня 1971 года над горным массивом Сан-Гейбриел в окрестностях Дуарти. Авиалайнер McDonnell Douglas DC-9-31 авиакомпании Hughes Air West выполнял плановый рейс RW706 по маршруту Лос-Анджелес—Солт-Лейк-Сити—Бойсе—Льюистон—Паско—Якима—Сиэтл, но через 9 минут после взлёта в ясную погоду при безоблачном небе столкнулся с истребителем McDonnell Douglas F-4B-18-MC Phantom II Корпуса морской пехоты США, выполнявшим рейс BuNo458 по маршруту Фаллон—Ирвайн. В катастрофе погибли 50 человек — все 49 человек на борту DC-9 (44 пассажира и 5 членов экипажа) и 1 член экипажа F-4. Второй член экипажа истребителя успел катапультироваться и выжил.

## Сведения о самолётах

### McDonnell Douglas DC-9
McDonnell Douglas DC-9-31 (регистрационный номер N9345, заводской 47441, серийный 503) был выпущен в 1969 году (первый полёт совершил 5 мая). 4 сентября того же года был передан авиакомпании Air West (в 1970 году была переименована в Hughes Air West). Оснащён двумя турбореактивными двигателями Pratt & Whitney JT8D-7. На день катастрофы налетал 5542 часа.
Состав экипажа рейса RW706 был таким:
- Командир воздушного судна (КВС) — 50-летний Теодор Николай (англ. Theodore Nicolay). Очень опытный пилот, управлял самолётами Fairchild F-27 и Douglas DC-3. Налетал свыше 15 490 часов, 2562 из них на McDonnell Douglas DC-9.
- Второй пилот — 49-летний Прайс Брюнер (англ. Price Bruner). Очень опытный пилот, также (как и КВС) управлял самолётами Fairchild F-27 и Douglas DC-3. Налетал 17 128 часов, 272 из них на McDonnell Douglas DC-9.

В салоне самолёта работали три стюардессы:
- Джоан Р. Пуйлаар (англ. Joan R. Puylaar), 34 года. В авиации с 22 августа 1959 года.
- Патрисия Шелтон (англ. Particia Shelton), 28 лет. В авиации с 18 октября 1963 года.
- Хелена Коскимиес (англ. Helena Koskimies), 30 лет. В авиации с 16 октября 1967 года.

### McDonnell Douglas F-4 Phantom II
McDonnell Douglas F-4B-18-MC Phantom II (регистрационный номер 151458) был выпущен 15 апреля 1964 года и сразу был передан Корпусу морской пехоты США. Оснащён двумя турбореактивными двигателями General Electric 579-8. На день катастрофы налетал свыше 2030 часов.
Экипаж истребителя состоял из двух человек:
- Пилот — 27-летний старший лейтенант Джеймс Р. Филлипс (англ. James R. Phillips). Опытный пилот, налетал 440 часов, 170 из них на F-4B.
- Бортоператор РЛС — 24-летний старший лейтенант Кристофер Е. Шейсс (англ. Christopher E. Schiess). Опытный пилот, налетал 195 часов, 85 из них на F-4B.

## Хронология событий

### Предшествующие обстоятельства
McDonnell Douglas DC-9-31 борт N9345 выполнял регулярный рейс RW706 по маршруту Лос-Анджелес—Сиэтл с промежуточными посадками в Солт-Лейк-Сити, Бойсе, Льюистоне, Паско и Якиме. В 18:02 с 5 членами экипажа и 44 пассажирами на борту рейс RW706 вылетел из аэропорта Лос-Анджелес и сперва перешёл на связь с Лос-Анджелес-контроль, а в 18:06 — Лос-Анджелес-центр. В 18:09 экипаж доложил о прохождении высоты 3657 метров, на что диспетчер сообщил: Эйр Вест семь ноль шесть красный, поворот налево, курс ноль четыре ноль, сохранять направление до достижения Даггетта. Экипаж DC-9 подтвердил получение информации: Окей, ноль четыре ноль, направление на Даггетт. Это было последнее радиосообщение с рейса RW706.
F-4 Phantom II борт 151458 (рейс BuNo458) покинул авиабазу Эль-Торо в Ирвайне ещё 4 июня при плановом полёте двух самолётов. Согласно заданию, это должен был быть ночной перелёт на авиабазу Маккорд в Лейквуде (Вашингтон), затем на авиабазу Макклеллан в Сакраменто (Калифорния), а после дозаправки направиться на авиабазу Маунтин-Хом в Маунтин-Хоме (Айдахо). Но после вылета из Ирвайна на обоих самолётах произошёл отказ транспондеров, из-за чего оба самолёта были вынуждены следовать до Лейквуда под радиолокационным контролем диспетчера. 5 июня истребители выполняли уже перелёт в Сакраменто, когда при заходе на посадку у борта 151458 отказал радиопередатчик. После посадки на авиабазе Макклеллан экипажи обсудили состояние обоих истребителей, после чего ведущий пилот принял решение о возврате на авиабазу Эль-Торо. Пилоту Филлипсу и бортоператору РЛС (иначе — офицеру радиолокационного перехвата, Radar Intercept Officer) Шейссу требовалось дождаться завершения ремонта борта 151458, после чего также вернуться в Ирвайн. На данном F-4 на тот момент не работали транспондер и радиоприёмник, была утечка из кислородной системы, а также наблюдались помехи в работе радиолокатора.
Ремонтный персонал на авиабазе Маунтин-Хом заменил неисправный предохранитель в радиопередатчике, однако на базе не было специалистов для ремонта транспондера. Также рабочие зафиксировали утечку из кислородной системы, но не смогли устранить её. Также не была восстановлена нормальная работа радиолокатора. Экипаж истребителя тогда зарегистрировал полёт по ПВП на вспомогательную авиабазу Фаллон в Фаллоне (Невада) ниже зоны точного контроля (англ. Area Positive Control или APC) из-за неисправного транспондера и недостаточного запаса топлива. В этом полёте утечка кислорода увеличилась, поэтому кислородная система была отключена ещё при взлёте. На авиабазе Фаллон находящийся на дежурстве обслуживающий персонал также не смог устранить неисправности, поэтому Филлипс связался с командиром подразделения, чтобы получить от него инструкции на этот счёт. После обсуждения было принято решение на малой высоте возвращаться на авиабазу Эль-Торо.

### Столкновение
После дозаправки экипаж истребителя подал очередной план полёта по ПВП ниже зоны точного контроля и временем вылета из Фаллона в 14:00. Но так как на авиабазе Эль-Торо проходило авиашоу и она была закрыта до 16:30, вылет был отложен до 17:16. Согласно плану полёта, рейс BuNo458 должен был следовать прямо на Фресно, затем по 5-65 до Бейкерсфилда, по J-5 до Лос-Анджелеса и далее уже прямо на Ирвайн. В 17:16 F-4 вылетел из Фаллона и сперва поднялся до 460 метров, а затем до 4700 метров, чтобы пройти над горами и отдельными облаками в 80 километрах от авиабазы вылета. После пересечения гор экипаж снизился до 1700 метров и сохранял эту высоту до прохождения Бейкерсфилда. Примерно в 24 километрах севернее информационного полётного центра в Бейкерсфилде экипаж F-4 получил сводку о погоде на авиабазе Эль-Торо. Далее экипаж истребителя принял решение уклониться к востоку от первоначально намеченного маршрута и следовать на Палмдейл, тем самым обойдя Лос-Анджелес с его оживлённым воздушным движением.
Рейс BuNo458 следовал на минимальной высоте около 300 метров от земли, но в 24 километрах северо-западней Палмдейла из-за постоянно ухудшающейся видимости экипаж был вынужден подняться до 4700 метров (со слов бортоператора РЛС, подъём занял около 2 минут и без применения форсажа). После выхода в горизонтальный полёт было определено расстояние до авиабазы Эль-Торо, которое составило 80 километров. Для осмотра пилот совершил поворот истребителя вокруг продольной оси на 360° в течение 3 секунд. Скорость его составляла 777 км/ч. До столкновения оставалось примерно 1 минута и 20 секунд.
DC-9 тем временем выполнял набор высоты и находился в секторе R-18 Лос-Анджелесского диспетчерского центра УВД. Экипаж рейса RW706 получил предупреждения от авиадиспетчера о двух самолётах поблизости, а на радиолокаторах он наблюдался в этот момент в общей сложности четырьмя людьми. При этом никаких враждебных пересечений пассажирскому рейсу на экранах радиолокаторов не наблюдалось.
В истребителе Шейсс наблюдал за радиолокатором, но из-за помех не видел на его экране других самолётов. Неожиданно периферийным зрением он заметил другой самолёт. Глянув туда, Шейсс увидел в 50° справа по курсу и чуть ниже авиалайнер, который летел наперерез. Шейсс крикнул Филлипсу об опасности столкновения, на что тот сразу совершил манёвр уклонения. Но не дослушав предупреждение, он не знал, где именно находится другой самолёт, а потому предпринятый им манёвр оказался неверным. Спустя 6-10 секунд с момента первого замечания опасности бортоператором РЛС F-4 и спустя 8 минут 55 секунд после взлёта DC-9 на высоте 4620 метров был протаранен F-4. Потеряв часть левой плоскости, истребитель, вращаясь вокруг оси, перешёл в падение. Шейсс подождал 5 секунд, после чего, увидев многочисленные сигналы об отказах, катапультировался; катапультирование произошло успешно, и бортоператор РЛС без травм благополучно спустился на парашюте. Потерявший управление DC-9 (была начисто срезана кабина пилотов) также перешёл в падение и через ¾ мили (1,2 километра) от точки столкновения рухнул в каньон и полностью разрушился. Потерявший управление F-4 рухнул на гору Блисс в 1,6 километрах от DC-9. Пилот истребителя Филлипс, а также все находившиеся на борту DC-9 49 человек погибли.

## Расследование
Расследование причин столкновения над горами Сан-Гейбриел проводил Национальный совет по безопасности на транспорте (NTSB).
Окончательный отчёт расследования был опубликован 30 августа 1972 года.

## Культурные аспекты
Столкновение над горами Сан-Гейбриел показано в 13 сезоне канадского документального телесериала Расследования авиакатастроф в серии Молчание «Фантома».

## Аналогичные авиакатастрофы
- Столкновение над Вашингтоном
- Столкновение над Сидзукуиси
- Столкновение над Триполи
- Столкновение над Тегераном

### Комментарии
1. ↑  Здесь и далее указано Тихоокеанское стандартное время — PST (UTC-08:00)
2. ↑  Area Positive Control — воздушное пространство, в котором весь авиационный трафик находиться под надёжным контролем и где все самолёты должны выполнять полёты по ППП. На момент событий эта воздушная зона начиналась с эшелона FL240 (7300 метров)